# Barna tejelőgomba
A barna tejelőgomba (Lactarius fuliginosus) a galambgombafélék családjába tartozó, Eurázsiában és Észak-Amerikában honos, csípős ízű, nem ehető gombafaj. Régi neve vörösödőhúsú tejelőgomba.

## Megjelenése
A barna tejelőgomba kalapjának átmérője 6–10 cm, alakja fiatalon domború és széle begöngyölt, majd idővel kiterül, közepe bemélyed. Széle sokáig begöngyölt marad, idősen kiegyenesedik, hullámossá válik. Felülete száraz, a fiatal gomba esetében bársonyos-nemezes. Színe világosabb vagy sötétebb barna, a korral világosodhat. Húsa vastag, merev, színe piszkosfehér, vágásra rózsásbarna lesz. Megsérülve fehér tejnedvet ereszt, amely a levegőn lassan rózsaszínűre változik. Íze csípős, szaga nem jellegzetes.
Lemezei sűrűk, lefutók. Színük kezdetben fehér, később okkersárgák, sérülésre rózsásbarnák lesznek. Spórapora világos okkersárga. Spórái gömbölyűek, felszínük hálózatosan tarajos, méretük 7,4–9,2 x 6,6–8,4 µm.
Tönkje 4–7 cm magas és 1-1,5 cm vastag. Alakja felfelé vékonyodó, idősen üregesedik. Színe világosbarna, majdnem fehér.

### Hasonló fajok
A hasonló barna színű tejelőgombáktól csak spóramintázata és teje színváltásának gyorsasága alapján lehet biztonsággal elkülöníteni. 

## Elterjedése és termőhelye
Európában, Ázsiában és Észak-Amerikában honos. Lombos erdőkben található meg, főleg mogyoróval, tölggyel, bükkel él gyökérkapcsoltságban. Júliustól szeptemberig terem. 
Csípős íze miatt nem ehető, bár Oroszországban fogyasztják.    

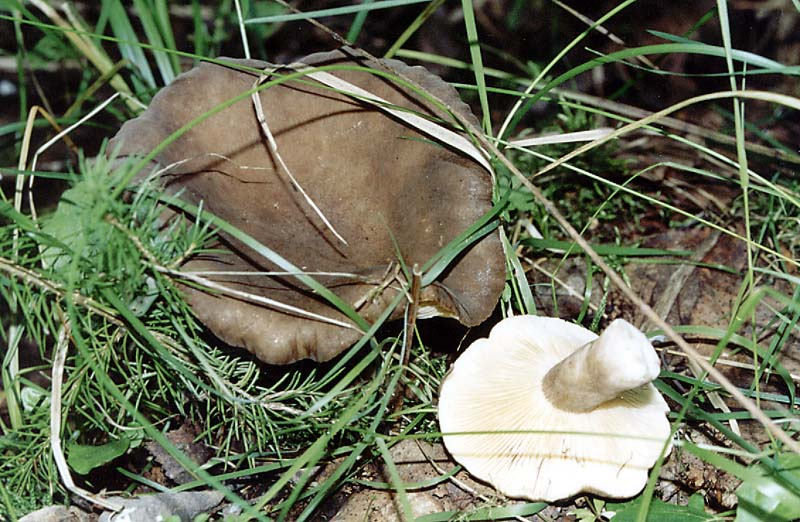
Barna tejelőgomba
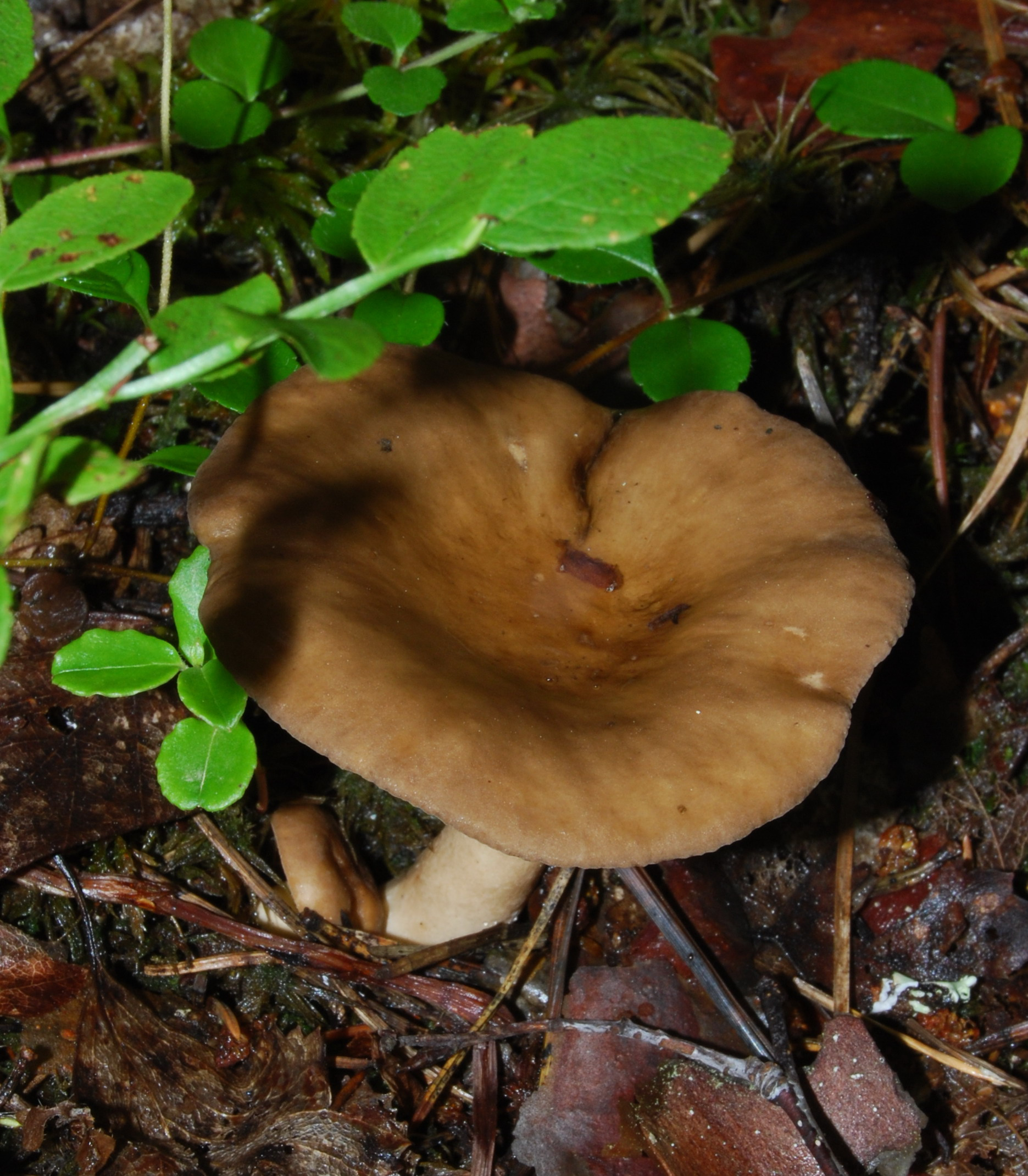
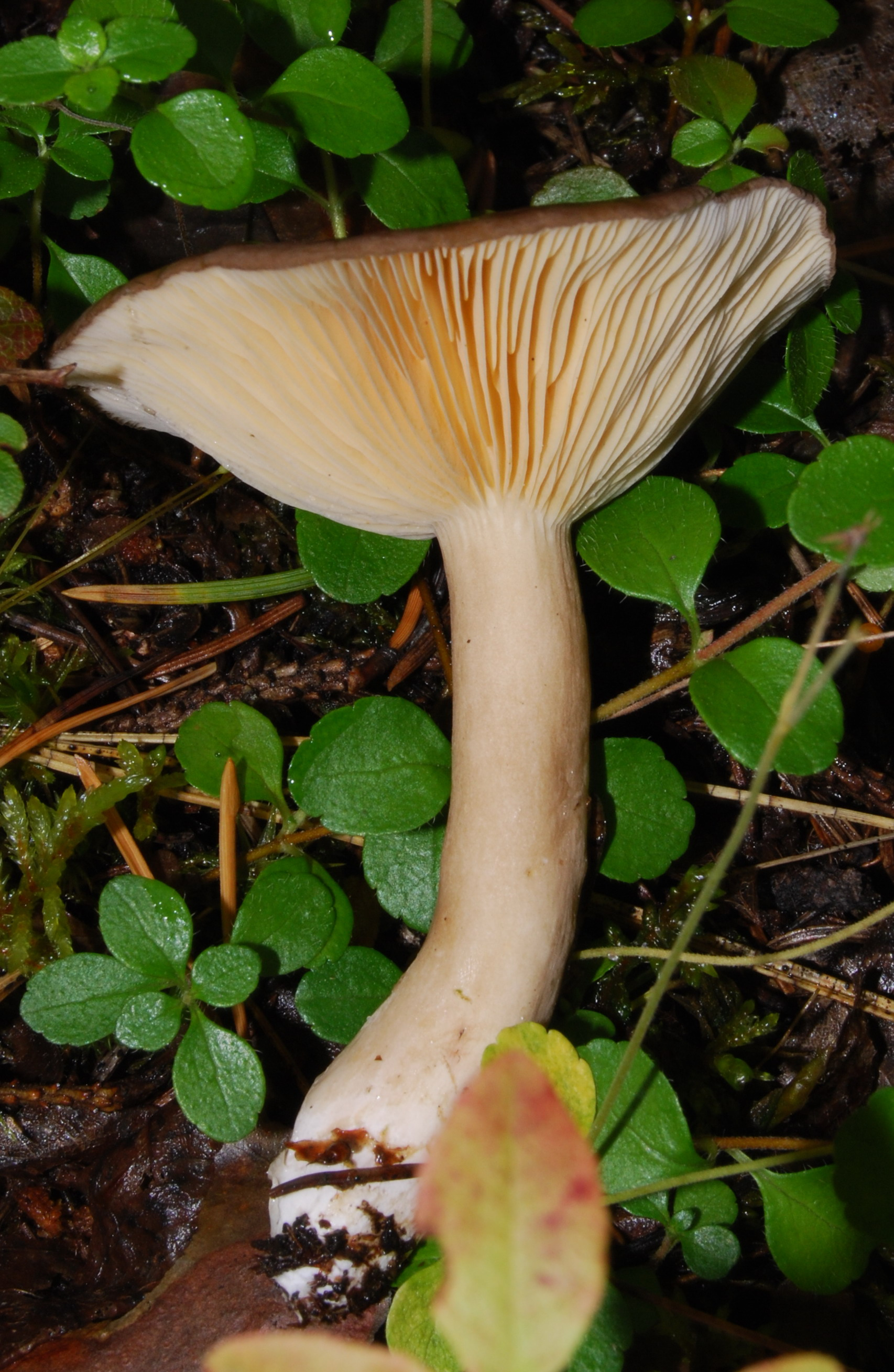
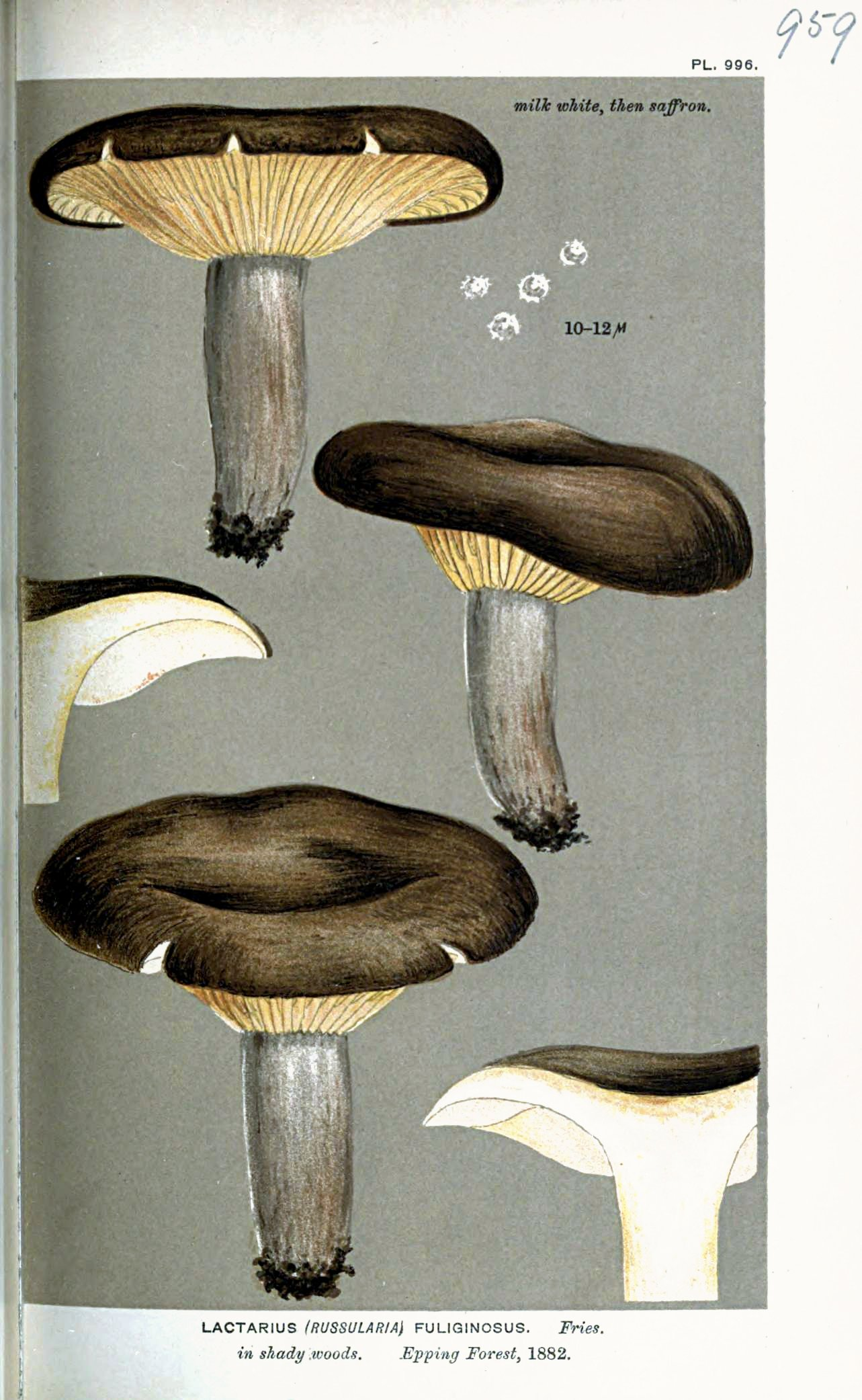
Ábrázolása egy brit gombakönyvben (1882)